# Školski predmeti u Hogwartsu
Škola vještičarenja i čarobnjaštva u Hogwartsu imaginarna je škola koja je glavno mjesto radnje romana o Harryju Potteru autorice J. K. Rowling. U školi je zaposlena nekolicina učitelja (profesora), koji su se usavršili za određene predmete. Neki su predmeti obvezni, a neki izborni. Učenici su obvezni na kraju druge godine izabrati još najmanje dva predmeta koja će slušati na trećoj godini. Nakon Č.A.S.-ova, koje pišu na kraju pete godine, učenici biraju koje će predmete nastaviti slušati za ispite iz O.Č.I.-ju na šestoj i sedmoj godini.

## Obvezni predmeti

### Preobrazba
Umjetnost preobražavanja, mogućnost promjene izgleda i oblika, a ponekad čak i stvaranje novih predmeta. Vještina za koju su potrebni velika koncentracija, precizni zamah štapića i izgovaranje isparavne inkantacije. Čarolije slušaju učenici od prve do pete godine, a za predavanja za O.Č.I. su izborni predmet (ako se postigne dovoljno dobar rezultat na ČAS-ovima).
Albus Dumbledore predavao je Preobrazbu prije nego što je postao ravnatelj. Trenutačna je profesorica preobrazbe Minerva McGonagall, iako bi ona, sada kad više nema Dumbledorea mogla postati nova ravnateljica, a na mjestu predavača mogao bi je zamijeniti netko drugi.

### Obrana od mračnih sila

#### Popis profesoraObrane
- Galatea Merrythought

Bila je zaposlena u školi pedeset godina prije početka radnje romana o Harryju Potteru. Lord Voldemort neuspješno je pokušao dobiti posao nakon njezinog odlaska u mirovinu.
- Quirinus Quirrell (Harry Potter i Kamen mudraca)

Quirrell je godinu prije početka Harryjeva školovanja u Hogwartsu uzeo slobodnu godinu da bi putovao Europom. Učenici ga nisu poštovali. Umro je na kraju školske godine od posljedica "nošenja" Voldemortove duše u svojem tijelu.
- Gilderoy Lockhart (Harry Potter i Odaja tajni)

Lockhartova je "karijera" profesora Obrane od mračnih sila završila kad se na njega odbila čarolija brisanja pamćenja. Prevezen je u Bolnicu svetog Munga za magične ozljede i bolesti zbog amnezije. Mnogi su učenici i djelatnici škole bili sretni zbog njegovog odlaska.
- Remus Lupin (Harry Potter i zatočenik Azkabana)

Lupin je dao otkaz kad se saznalo da je vukodlak. Severus Snape zamijenio je Lupina tijekom barem jednog predavanja te školske godine (zbog punog mjeseca). Za otkaz se zapravo odlučio kad ga je Snape razotkrio kao vukodlaka pred školom, ali i pred roditeljima učenika. Jedan od boljih profesora Obrane.
- Alastor Moody (Harry Potter i Plameni pehar)

Otkriveno je da je zapravo Barty Crouch ml. oteo pravog Moodyja te je koristio višesokovni napitak da bi izgledao kao on.
- Dolores Umbridge (Harry Potter i Red feniksa)

Harry Potter tijekom Umbridgičine 'vladavine' održavao je tajnu nastavu Obrane od mračnih sila zato što je Umbridgeova inzistirala na tome da poučava samo teoriju. Strogo je kažnjavala Harryja tijekom školske godine, a na kratko je vrijeme preuzela i vođenje škole od Dumbledorea. Otpuštena je nakon što je Voldemortov napad u Ministarstvu Magije pokazao da je potrebno praktično znanje Obrane od mračnih sila.
- Severus Snape (Harry Potter i Princ miješane krvi)

Snape je preuzeo mjesto učitelja obrane od mračnih sila, a na mjestu učitelja čarobnih napitaka zamijenio ga je Horace Slughorn. Pobjegao je iz škole nakon bitke u Hogwartsu.
- Amycus Carrow (Harry Potter i Darovi smrti)

Carrowa je na mjesto postavio sam Voldemort, nakon što je preuzeo školu, a on nije predavao obranu, nego samo mračne sile. On i njegova sestra Alecto su "disciplinirali" učenike tijekom njihova boravka tako što su prisiljavali druge učenike da koriste kletvu Cruciatus na učenicima koji su odrađivali kaznu. Svladao ga je Harry u prostoriji Ravenclawa pri kraju knjige.

### Čarolije
Vještina kontroliranja predmeta i stvaranja raznih "čudesa" izgovaranjem prave inkantacije i ispravnim zamahom štapića. Predavanja čarolija jedna su od bučnijih; grupa učenika koja vježba čaroliju kojom mogu pomicati predmete ili uzrokovati smijeh kod drugih ljudi stvara mnogo buke čak i kad im dobro ide. Čarolije slušaju učenici od prve do pete godine, a za predavanja za O.Č.I. izborni su predmet (ako se postigne dovoljno dobar rezultat na ČAS-ovima).
Filius Flitwick sadašnji je profesor Čarolija. J. K. Rowling rekla je da bi poučavala Čarolije kad bi mogla predavati u Hogwartsu.

### Čarobni napici
Sposobnost i znanje spravljanja raznih kompliciranih i jednostavnijih napitaka. Od prve do šeste knjige predavao je prof. Severus Snape, a u šestoj i sedmoj prof. Horace Slughorn.
Obavezni predmet od prvog do petog razreda, a kasnije izborni.

### Astronomija
U Hogwartsu se astronomija više bavi nomenklaturom što je čini sličnijom astrologiji. Učenici moraju učiti imena zvijezda i planeta, ali i njihove položaje i kretanja. Predavanja iz Astronomije održavaju se na najvišem tornju dvorca svake srijede i uključuju promatranje neba teleskopom (svaki učenik mora posjedovati vlastiti teleskop). Astronomija je obvezan predmet od prve do pete godine školovanja u Hogwartsu. Nakon toga polažu se ČAS-ovi i ako učenik dobije potrebnu ocjenu, može nastaviti pohađati predmet. 
Tako je, na primjer, Harry na prvoj godini morao naučiti imena svih Jupiterovih mjeseca; na petoj godini ponovno piše esej o činjenicama vezanima za njih kao na primjer da je Europa prekrivena ledom i da na Iji ima puno vulkana. Za ispit iz ČAS-ova na petoj godini svi učenici moraju ispuniti slijepu kartu neba.
Astronomiju trenutačno predaje profesorica Sinistra. 

### Povijest magije
Proučavanje povijesti čarobnjake zajednice. Povijest magije obvezan je predmet od prve do pete godine školovanja, a nakon toga učenik može nastaviti slušati predmet ako dobije dovoljnu ocjenu iz ČAS-a.
Povijest magije predaje profesor Binns, jedini duh među učiteljima. Binns na svojim predavanjima samo priča i uopće se ne obazire na činjenicu da ga zapravo nitko (osim Hermione Granger) ne sluša.

### Travarstvo
Proučavanje magičnih biljaka i načina skrbi (ili borbe) o njima. Predavanja travarstva odvijaju se u staklenicima na zemljištu škole. Učenici prve godine predavanja slušaju samo u stakleniku br. 1, a na drugoj godini odlaze u staklenik br. 3 u kojem se nalaze opasnije biljke.
Travarstvo je obavezan predmet od prve do pete godine, a nakon toga učenik može nastaviti slušati predmet ako dobije dovoljnu ocjenu iz ČAS-a. Travarstvo je tijesno vezano uz Čarobne napitke, zbog čarobnih biljaka za koje se čini da postoje kako bi se iz njih dobili korisni sastojci.
Kroz seriju od 7 knjiga travarstvo predaje profesorica Sprout. U epilogu posljednje knjige objašnjeno je da kasnije Neville Longbottom postaje profesor travarstva.

## Izborni predmeti

### Aritmancija
Grana magije koja se bavi magičnim svojstvima brojeva. Aritmanciju ne slušaju ni Harry Potter ni Ron Weasley, ali to je najdraži predmet Hermione Granger. Jedino što znamo o ovom predmetu jest da je jako težak - i zato privlačan Hermioni - i da su predavanja aritmancije u isto vrijeme kao i predavanja Proricanja sudbine. To je izborni predmet od treće do sedme godine.
Aritmanciju predaje profesorica Vector.

### Bezjačke studije
Proučavanje bezjaka, nemagičnih ljudi, uključuje pisanje eseja kao što je "Zašto bezjaci trebaju struju". Bezjačke studije smatraju se laganim predmetom, ali Percy Weasley smatra da je za čarobnjaka važno znati kako funkcionira nemagična zajednica. Hermione Granger uzela je taj predmet iako ona zna sve o bezjacima zato što je cijela njezina obitelj nemagična. Rekla je da želi saznati kako čarobnjaci gledaju na bezjake, ali odustala je od tog predmeta na trećoj godini zbog previše predmeta. Bezjačke studije je predavala profesorica Charity Burbage.
Njezino je podučavanje tog predmeta bilo u izravnoj opoziciji filozofiji smrtonoša o nadmoćnosti čistokrvnih čarobnjaka. Prvi put se spominje u sedmoj knjizi kad se spominje kako visi naglavačke iznad stola za kojim su sjedili smrtološe u kući Malfoyevih. Lord Voldemort ju je zarobio, mučio i ubio, a zatim ju je proždrla njegova zmija Nagini.

### Drevne rune
Većim dijelom teoretski predmet koji proučava zapise pisane runama i jezike magije.
Za sada znamo samo dvije riječi i njihove prijevode koje je Hermione Granger naučila na satu:
- ehwaz, znači "partnerstvo"
- eihwaz, znači "obrana"

Hermione je te dvije riječi zamijenila na ispitu iz ČAS-a.

### Proricanje sudbine
Za proricanje sudbine koriste se različite metode kao što su kristalne kugle, listići čaja, tumačenje snova i čitanje iz dlana.
Pristaše ovog predmeta tvrde da je za proricanje sudbine potrebno imati urođeni dar i da se proricanje ne može naučiti iz knjiga. Drugi pak taj predmet smatraju posve nevažnim i nepotrebnim. Među tim su kritičarima i Minerva McGonagall i Hermione Granger. Profesor Dumbledore čak je razmišljao o izbacivanju 'Proricanja' iz školskog programa, ali se predomislio nakon razgovora sa Sibyll Trelawney. Proricanje sudbine izborni je predmet od treće do sedme godine.
Proricanje trenutačno predaju Sibyll Trelawney i Firenzo. Kad je Dolores Umbridge otpustila profesoricu Trelawney (HP5) na njezino je mjesto došao kentaur Firenzo. U šesto je knjizi Dumbledore dopustio i Firenzu i Trelawneyjici da predaju Proricanje.

### Skrb za magična stvorenja
Učenje o načinu skrbi za magična stvorenja. Predavanja se održavaju izvan dvorca. "Skrb" je izborni predmet od treće do sedme godine školovanja.
Između Harryjeve druge i treće godine učitelj Skrbi za magična stvorenja, profesor Kettleburn, otišao je u mirovinu, a na mjestu predavača zamijenio ga je Rubeus Hagrid. Tijekom Hagridova dva duža izbivanja zamijenila ga je profesorica Grubly-Plank. Na predavanjima se uči o raznim magičnim stvorenjima kao što su hipogrifi, čekinjaši, praskavi repani (križanci plamenog raka i mantikora koje je uzgojio Hagrid), jednorozi, šnjofavci, prutci i testrali.

## Oklumencija
Grana magije koja se bavi zatvaranjem uma da bi se spriječilo da netko nasilno "uđe" u um i dobije mogućnost čitanja tuđih misli i osjećaja. Severus Snape vrsni je oklument. Suprotnost oklumencije je legilimencija.
Treba istaknuti da oklumencija nije predmet koji se nudi učenicima kao izborni. Harry Potter učio je oklumenciju na posebnim satovima kod Severusa Snapea na zahtjev Albusa Dumbledorea.

## Letenje
Učenje korištenja začaranih metli. Satove letenja vjerojatno pohađaju samo učenici prve godine.
Letenje poučava Madam Hooch. Ona je i sutkinja na metlobojskim utakmicama iako ulogu suca ponekad preuzima i ostalo osoblje poput Severusa Snapea koji je sudio utakmicu Hufflepuffa i Gryffindora na Harryjevoj prvoj godini da bi zaštitio Harryja od mogućih napada prof. Quirilla.

## Aparacija
Aparacija je umjetnost magičnog nestajanja s jednog mjesta i pojavljivanja na drugom mjestu. Za aparatiranje je potrebna dozvola koja se može legalno steći sa 17 godina. Aparacija je opasna ako se nepravilno izvodi: dijelovi tijela mogu se odvojiti, a ta se neugodna nuspojava naziva "cijepanje". Tako je Ron Weasley pao na prvom ispitu iz aparacije zato što je iza sebe ostavio pola obrve. Ozbiljniji se incident dogodio još na vježbama kad se Susan Bones rascijepila, ostavljajući iza sebe nogu, koju joj je na svu sreću brzo "pričvrstilo" školsko osoblje. u Harryju Potteru i darovima smrti najviše su se aparacijom koristili Harry Potter, Ron Weasley i Hermione Granger.
Učenici koji imaju 17 godina ili će početka sljedeće školske godine navršiti 17 godina, mogu krenuti na tečaj aparacije koji traje 12 tjedana i započinje nakon božićnih praznika. Aparaciju predaje Wilkie Twycross, učitelj kojeg je odobrilo Ministarstvo.